# La Pobla de Montornès
La Pobla de Montornès – gmina w Hiszpanii, w prowincji Tarragona, w Katalonii, o powierzchni 12,29 km². W 2011 roku gmina liczyła 2897 mieszkańców.